# Associazione Sportiva Simmenthal-Monza 1955-1956
Questa pagina raccoglie le informazioni riguardanti l'Associazione Sportiva Simmenthal-Monza nelle competizioni ufficiali della stagione 1955-1956.

## Stagione
Il salvataggio in extremis della stagione precedente aveva creato troppi problemi a livello dirigenziale: la triade che gestiva la società dette le dimissioni e la società si trovava in passivo di 80 milioni.
In molti avevano sempre creduto che l'impegno della Simmenthal per questa stagione fosse limitato a una semplice sponsorizzazione, ma non fu affatto così che andarono le cose.

Gino Alfonso Sada, fondatore della Soc.Anonima Alfonso Sada, entrò nel calcio creando nel 1953 il "Gruppo Sportivo Simmenthal" affiliandolo alla F.I.G.C. il 12 ottobre iscrivendolo al campionato di Seconda Divisione lombarda lasciando che fosse il figlio Claudio a presiedere il club. A fine stagione però la Simmenthal con un misero 4º posto non ottenne la promozione in categoria superiore.

La stagione successiva la Sanrocchese (nata nel 1945) che con lei divideva il campo di Via Fiume è promossa in Promozione Lombarda e dopo 9 anni di attività ai massimi livelli regionali non ha più le possibilità finanziarie per continuare. Sada coglie l'occasione al volo; ne acquisisce il titolo sportivo attraverso la fusione e schiera la propria squadra in Promozione. Ma ancora una volta non ottiene il salto di categoria (stavolta in IV Serie). Alfonso Sada (Gino era solo un soprannome) contatta il dirigente dell'A.C. Como Edoardo Bertacchi e gli propone di gestire la Segreteria della Simmenthal-Monza. Sarà proprio il "Cavalier Bertacchi" il perno del successo nella fusione della Simmenthal di Sada con il Monza.
All'inizio, l'ingresso di Sada che pone alla presidenza ancora una volta il figlio Claudio, sembra non andare in porto. La triade non è dell'idea di perdere completamente la dirigenza, ma è grazie soprattutto il dott. Aurelio Ferrazzi, che con il dott. A. Bosisio, G. Giovenzana e il rag. L. Tarenghi è comproprietario statutario del "pacchetto giocatori", a convincere gli altri dirigenti ad accettare di andare a comporre la "commissione di reggenza" destinata ad affiancare Claudio Sada. L'apporto dei Sada è stabilito in 30 milioni di lire e la dirigenza uscente è obbligata a ripianare la differenza del deficit 1954-1955, mentre ad accollarsi le spese per la campagna acquisti stagionale avrebbero dovuto essere entrambe le due società.
Lasciato libero l'allenatore della stagione scorsa Carlo Alberto Quario, arriva sulla panchina biancorossa Pietro Rava ex difensore juventino e della nazionale, a cui è garantito che avrebbe potuto andare in campo e giocare qualora avessero avuto bisogno di sopperire a una importante defezione in difesa.
A molti giocatori, a cui all'inizio della stagione si prospettava l'imminente cessione, fu garantita la riconferma a cui vennero affiancati i nuovi Aurelio Milani e Severino Lojodice che risulteranno la migliore scelta stagionale: i migliori cannonieri del campionato sommando da soli 34 reti sulle 44 realizzate.

## Divise
| 1ª maglia |

## Organigramma societario
Area direttiva
- Presidente: Claudio Sada

Area tecnica
- Allenatore: Pietro Rava

## Rosa
| N. |                   | Ruolo | Calciatore        |
| -- | ----------------- | ----- | ----------------- |
|    | Italia (bandiera) | P     | Mario Ghirardi    |
|    | Italia (bandiera) | D     | Attilio Cattaneo  |
|    | Italia (bandiera) | D     | Francesco Copreni |
|    | Italia (bandiera) | D     | Giacomo De Poli   |
|    | Italia (bandiera) | D     | Domenico Rampoldi |
|    | Italia (bandiera) | C     | Carlo Colombetti  |
|    | Italia (bandiera) | C     | Lorenzo Colpo     |
|    | Italia (bandiera) | C     | Mario Corti       |
|    | Italia (bandiera) | C     | Sergio Magni      |

| N. |                   | Ruolo | Calciatore           |
| -- | ----------------- | ----- | -------------------- |
|    | Italia (bandiera) | C     | Giancarlo Pistorello |
|    | Italia (bandiera) | A     | Angelo Borri         |
|    | Italia (bandiera) | A     | Emilio Farina        |
|    | Italia (bandiera) | A     | Giancarlo Forlani    |
|    | Italia (bandiera) | A     | Severino Lojodice    |
|    | Italia (bandiera) | A     | Gaetano Lusardi      |
|    | Italia (bandiera) | A     | Aurelio Milani       |
|    | Italia (bandiera) | A     | Giordano Mattavelli  |
|    | Italia (bandiera) | A     | Carlo Tagnin         |

## Risultati

### Serie B

#### Girone di andata
| Arbitro: | Ferrari (Milano) |

|             |           |                 |
| Santoni 67’ | Marcatori | 16’, 44’ Milani |

| Arbitro: | De Marchi (Pordenone) |

|              |           |  |
| Lojodice 51’ | Marcatori |  |

| Arbitro: | Boati (Milano) |

|            |           |  |
| Palmér 34’ | Marcatori |  |

| Arbitro: | Canepa (Genova) |

|                         |           |               |
| Lojodice 51’ Milani 89’ | Marcatori | 60’ Pavanello |

| Arbitro: | Fornari (Bologna) |

|                |           |  |
| Ghersetich 67’ | Marcatori |  |

| Arbitro: | Caputo (Napoli) |

|  |           |           |
|  | Marcatori | 7’ Bretti |

| Arbitro: | Menchini (Udine) |

|                         |           |  |
| Lojodice 45’ Milani 65’ | Marcatori |  |

| Messina 6 novembre 1955 8ª giornata | Messina                 | 0 – 0 | Simmenthal-Monza | Stadio Giovanni Celeste\| Arbitro: \| Maghernino (San Severo) \| |
| Arbitro:                            | Maghernino (San Severo) |       |                  |                                                                  |

| Arbitro: | Grillo (Afragola) |

|                               |           |              |
| Bassetti 42’, 57’ Ghiandi 84’ | Marcatori | 65’ Lojodice |

| Arbitro: | Canepa (Genova) |

|           |           |                         |
| Borri 25’ | Marcatori | 17’ (rig.) Giammarinaro |

| Arbitro: | Famulari (Messina) |

|  |           |           |
|  | Marcatori | 4’ Milani |

| Arbitro: | Bonetto (Torino) |

|                |           |           |
| Pistorello 61’ | Marcatori | 89’ Luosi |

| Arbitro: | Marchese (Napoli) |

|                  |           |            |
| Lojodice 5’, 71’ | Marcatori | 27’ Secchi |

| Arbitro: | Canepa (Genova) |

|                             |           |                            |
| Vycpálek 53’ Korostelev 61’ | Marcatori | 8’ Mattavelli 79’ Lojodice |

| Arbitro: | Moriconi (Roma) |

|                              |           |  |
| Milani 30’, 87’ Lojodice 52’ | Marcatori |  |

| Arbitro: | Canepa (Genova) |

|  |           |                         |
|  | Marcatori | 57’ Lojodice 77’ Milani |

| Arbitro: | Smorto (Reggio Calabria) |

|            |           |  |
| Milani 72’ | Marcatori |  |

#### Girone di ritorno
| Arbitro: | Grillo (Afragola) |

|            |           |                                   |
| Milani 35’ | Marcatori | 53’ Marra 65’ Santoni 87’ Bettini |

| Arbitro: | Adami (Roma) |

|  |           |                       |
|  | Marcatori | 37’ Farina 46’ Milani |

| Arbitro: | Ferrari (Milano) |

|            |           |  |
| Milani 27’ | Marcatori |  |

| Arbitro: | Corallo (Lecce) |

|                   |           |  |
| Larini 90’ (rig.) | Marcatori |  |

| Arbitro: | Caputo (Napoli) |

|           |           |  |
| Borri 64’ | Marcatori |  |

| Arbitro: | Famulari (Messina) |

|  |           |           |
|  | Marcatori | 42’ Borri |

| Arbitro: | Marchese (Napoli) |

|           |           |  |
| Darin 44’ | Marcatori |  |

| Arbitro: | Adami (Roma) |

|            |           |  |
| Milani 44’ | Marcatori |  |

| Monza 8 aprile 1956 26ª giornata | Simmenthal-Monza | 0 – 0 | Catania | Stadio Città di Monza\| Arbitro: \| Rigato (Mestre) \| |
| Arbitro:                         | Rigato (Mestre)  |       |         |                                                        |

| Arbitro: | Moriconi (Roma) |

|               |           |            |
| Barbolini 28’ | Marcatori | 41’ Milani |

| Arbitro: | Gambarotta (Genova) |

|                                            |           |                                          |
| Pistorello 48’ Borri 63’ (rig.) Milani 85’ | Marcatori | 30’ Amicarelli 38’ Testa 51’ Massagrande |

| Arbitro: | Marchese (Napoli) |

|           |           |           |
| Testa 63’ | Marcatori | 55’ Borri |

| Arbitro: | Grillo (Afragola) |

|                        |           |  |
| Magli 28’ Castaldo 88’ | Marcatori |  |

| Arbitro: | Maghernino (San Severo) |

|                   |           |          |
| Lojodice 59’, 66’ | Marcatori | 31’ Erba |

| Arbitro: | Moriconi (Roma) |

|              |           |                                   |
| De Prati 71’ | Marcatori | 16’ Lojodice 53’, 55’, 62’ Milani |

| Arbitro: | Mori (Cremona) |

|                                  |           |             |
| Milani 70’, 80’, 81’ (rig.), 83’ | Marcatori | 19’ Rebizzi |

| Arbitro: | Campagna (Palermo) |

|              |           |            |
| Bronzoni 63’ | Marcatori | 33’ Milani |

## Statistiche

### Statistiche di squadra
| Competizione | Punti | In casa | In casa | In casa | In casa | In casa | In casa | In trasferta | In trasferta | In trasferta | In trasferta | In trasferta | In trasferta | Totale | Totale | Totale | Totale | Totale | Totale | DR  |
| Competizione | Punti | G       | V       | N       | P       | Gf      | Gs      | G            | V            | N            | P            | Gf           | Gs           | G      | V      | N      | P      | Gf     | Gs     | DR  |
| ------------ | ----- | ------- | ------- | ------- | ------- | ------- | ------- | ------------ | ------------ | ------------ | ------------ | ------------ | ------------ | ------ | ------ | ------ | ------ | ------ | ------ | --- |
| Serie B      | 43    | 17      | 11      | 4       | 2       | 26      | 13      | 17           | 6            | 5            | 6            | 18           | 16           | 34     | 17     | 9      | 8      | 44     | 29     | +15 |

### Statistiche dei giocatori[10]
| Giocatore     | Serie B  | Serie B |
| Giocatore     | Presenze | Reti    |
| ------------- | -------- | ------- |
| A. Borri      | 31       | 5       |
| A. Cattaneo   | 4        | 0       |
| C. Colombetti | 1        | 0       |
| L. Colpo      | 18       | 0       |
| F. Copreni    | 34       | 0       |
| M. Corti      | 30       | 0       |
| G. De Poli    | 27       | 0       |
| E. Farina     | 10       | 1       |
| G. Forlani    | 8        | 0       |
| M. Ghirardi   | 34       | -29     |
| S. Lojodice   | 24       | 12      |
| G. Lusardi    | 4        | 0       |
| S. Magni      | 30       | 0       |
| G. Mattavelli | 28       | 1       |
| A. Milani     | 33       | 23      |
| G. Pistorello | 24       | 2       |
| D. Rampoldi   | 7        | 0       |
| C. Tagnin     | 27       | 0       |